# Next Stop Nevada
Next Stop Nevada var en kampagne mod atomprøvesprængninger i Nevada Ørkenen i USA, som kulminerede med en busrejse gennem USA i sommeren 1987 med endemål ved atomprøvesprængningsområdet.
Organisationen bag Next Stop Nevada blev nedsat på Verdensfredskongressen i København i 1986 på initiativ af organisationen Unge for Fred med støtte fra bl.a. Samarbejdskomiteen for Fred og Sikkerhed. Unge for Fred foreslog på Verdensfredskongressen en kampagne, hvor unge skulle sendes til prøvesprængningsområdet i Nevada som fredsvagter for at sætte fokus på kravet om et stop for sprængningerne. Kongressen bakkede dog ikke helhjertet op om projektet, hvorfor det endte med at blive et rent dansk anliggende, hvor 55 unge tog af sted i sommeren 1987. Initiativet af bl.a. inspireret af en en amerikansk kampagne mod prøvesprængninger.[kilde mangler]
Deltagerne var en blandet flok; dels medlemmer af politiske ungdomsorganisationer som DKU og SFU, unge uden for organisationerne og kendte kulturpersonligheder. Sangerinden Søs Fenger forlod sit daværende band News for at tage med bandet Moonjam på turen og de indspillede bl.a. en single sammen, Ticket To Peace, til støtte for kampagnen. De optrådte flere gange op til turen, bl.a. på Roskilde Festivalen og en kæmpetømmerflåde i Peblingesøen, hvor Kim Larsen var gæstesolist.
Next Stop Nevada blev efterfulgt af Next Stop Sovjet i 1989.